# Trường Kỳ
Trường Kỳ (1946 - 2009) là một nhạc sĩ Việt Nam, là một trong những người tiên phong khai sinh phong trào nhạc trẻ Sài Gòn trước năm 1975 và là nhà biên khảo về tân nhạc Việt Nam. Cùng với Tùng Giang, Nam Lộc, ông được mệnh danh là vua nhạc trẻ từ những thập niên 60 và 70 tại Việt Nam Cộng hòa.

## Sinh bình
Ông tên thật Joseph Vũ Trường Kỳ, sinh ngày 29 tháng 3 năm 1946 tại Hà Nội.
Ngoài việc sáng tác ca khúc và viết lời Việt cho các ca khúc nước ngoài, ông còn viết phóng sự cho báo Kịch Ảnh, Màn Ảnh, phụ trách trang nhạc trẻ trên nhật báo Sống của nhà văn Chu Tử, cộng tác với các báo Tinh Hoa, Chính Luận, Tiền Tuyến, Thứ Tư.... Ông cũng là người viết tiểu thuyết, tiều thuyết "Tuổi choai choai" của ông đã được dựng thành phim "Vết chân hoang".
Sau 1975, sau khi vượt biên, Trường Kỳ định cư ở Canada từ năm 1980, tiếp tục sinh hoạt văn nghệ, cộng tác với nhiều tờ báo ở Canada cũng như ở Hoa Kỳ.
Những năm cuối đời, ông cộng tác với Đài Tiếng nói Hoa Kỳ trong chương trình "Nghệ sĩ và đời sống", chương trình phát thanh hàng tuần vào khuya thứ bảy về âm nhạc Việt và đời sống nghệ sĩ.
Sáng chủ nhật 22 tháng 3 năm 2009, ông cảm thấy mệt và được cấp cứu chuyển vào bệnh viện thành phố Mississauga, Ontario, Canada và sau đó 1 giờ, ông đã từ trần tại nơi đây, để lại người con gái duy nhất và vợ của ông ở Montreal, Canada.
Những tác phẩm nổi tiếng của ông gồm có "Biết Đến Thuở Nào" (chung với Tùng Giang), "Khi Ta Hai Mươi", "Rồi Mai Đây", "Yêu Nhau Đi", "Như Một Giấc Mơ", v.v...